# Paco Rabanne Pour Homme
Paco Rabanne Pour Homme è un'eau de toilette maschile, lanciata nel 1973 dalla maison francese Paco Rabanne.

## Fragranza
Paco Rabanne Pour Homme è una fragranza mascolina e speziata, la prima della famiglia aromatica fougère, in cui si uniscono le note speziate e legnose contrapponendole a note dolci ambrate. La fragranza si apre con note aromatice e mediterranee della lavanda e del timo, continuandosi in un cuore floreale, grazie al garofano e la salvia: a chiudere, note di base mascoline e virili donate dal tabacco e dal muschio quercino.

## Confezione
La confezione è rimasta piuttosto invariata nel tempo. Il flacone, creato nel 1973 da Pierre Dinand, presenta linee semplici, a leggera somiglianza con una fiaschetta, in vetro verde, col logo e specifiche stampate in bianco. La scatola è rettangolare, verde scuro metallizzata con specifiche argentate. Nel tempo son state apportate lievi modifiche di stile, soprattutto a livello di dimensioni di logo, ma nel contesto forme e colori son rimaste invariate, donando alla confezione un tocco rétro.

## Riconoscimenti
Paco Rabanne Pour Homme è stato premiata come fragranza maschile dell'anno ai FiFi Award nel 1975.